# Ronald Triller
Ronald Triller (* 31. Oktober 1965 in Cottbus) ist ein ehemaliger deutscher Volleyball-Nationalspieler.
Ronald Triller spielte in der DDR für den SC Dynamo Berlin und seit 1985 in der Nationalmannschaft. Insgesamt spielte er 220 Mal für die A-Nationalmannschaft (davon 126 Mal für die DDR). Mit dem SC Dynamo Berlin wurde er DDR-Meister und FDGB-Pokalsieger. Mit dem SC Berlin wurde er Ostdeutscher Meister und Pokalsieger. Mit dem SCC Berlin wurde er Deutscher Meister und Deutscher Pokalsieger.
Seit 2000 lebt Triller in der Schweizer Hauptstadt Bern.